# Blanche Barton
Blanche Barton, geboren als Sharon Densley, (2 oktober 1959) is een Magistra van de Church of Satan. Ze wordt binnen de kerk aangesproken als Magistra Barton.
Blanche Barton is voormalig High Priestess van de kerk. In deze functie had ze zichzelf benoemd na het overlijden van haar man Anton LaVey. Ze is de High Priestess gebleven tot 30 april 2002. Ze benoemde Peggy Nadramia als haar opvolger. Zelf nam ze de functie als voorzitter van de Council of Nine. In 1999 gaf ze leiding aan de actie om 400.000 dollar te verzamelen, waardoor ze het Black House zouden kunnen terugkopen. Deze actie slaagde niet: het huis werd later dat jaar gesloopt.
Barton schreef de boeken The Church of Satan: A History of the World's Most Notorious Religion (1990) en The Secret Life of a Satanist: The Authorized Biography of Anton LaVey (1990).
Samen met Anton LaVey heeft ze een kind gekregen, Satan Xerxes Carnacki LaVey (geboren op 1 november 1993).